# (32120) Stevezheng
(32120) Stevezheng est un astéroïde de la ceinture principale.

## Description
(32120) Stevezheng est un astéroïde de la ceinture principale. Il fut découvert le 6 juin 2000 à Socorro (Nouveau-Mexique) par le projet LINEAR. Il présente une orbite caractérisée par un demi-grand axe de 2,43 UA, une excentricité de 0,16 et une inclinaison de 1,3° par rapport à l'écliptique.

## Compléments